# 최유경
최유경(崔有慶, 1343년 ~ 1413년)는 고려 말 조선 전기의 문신. 1372년 사헌부장령이 되어 방자한 환관 윤충좌를 탄핵했다. 1388년 요동정벌 때 이성계의 위화도회군을 신속히 보고하고, 최영이 실각하자 밀직부사에 올랐다. 조선 개국 후 개국원종공신에 책록되었다. 1401년 정조사로 명나라에 다녀왔고 1404년 한성부판사에 이르러 치사(致仕)했다. 숭례문을 축성한 인물이기도 하다.

## 생애
본관 전주(全州). 자 경지(慶之). 호 죽정(竹亭). 시호 평도(平度). 1372년(공민왕 21) 사헌부장령(司憲府掌令)이 되어 방자한 환관(宦官) 윤충좌(尹忠佐)를 탄핵했다. 1388년(우왕 14) 요동정벌(遼東征伐) 때 서북면전운사 겸 찰방(西北面轉運使兼察訪)으로서 이성계(李成桂)의 위화도회군(威化島回軍)을 신속히 보고하고, 최영(崔瑩)이 실각되자 밀직부사(密直副使)에 올랐다. 1392년 조선 개국 후에 회군 고변 사실을 들어 반대하는 자가 있었으나, 이성계가 충의(忠義)에서 나온 행동이라 하여, 개국원종공신에 책록되었다.
그 후 중추원부지사(中樞院府知使) ·개성유후사유후(開城留後司留後) 등을 역임하고, 1401년(태종 1) 참찬의정부사(參贊議政府事) 때 정조사(正朝使)로 명나라에 다녀왔고, 1404년 한성부판사(漢城府判事)에 이르러 치사(致仕)했다. 태종 때 청백리에 녹선(錄選)되었고, 청주(淸州) 송천서원(松泉書院)에 배향되었다.

## 참고 자료
- 이 문서에는 다음커뮤니케이션(현 카카오)에서 GFDL 또는 CC-SA 라이선스로 배포한 글로벌 세계대백과사전의 내용을 기초로 작성된 글이 포함되어 있습니다.